# Chotkowo
Chotkowo (kaszub. Kôtkòwò lub też Kôtkòwë, niem. Kathkow) – wieś kaszubska w Polsce położona na Pojezierzu Bytowskim, w województwie pomorskim, w powiecie bytowskim, w gminie Borzytuchom, nad jeziorem Chotkowskim.
W latach 1954–1957 wieś należała i była siedzibą władz gromady Chotkowo, po jej zniesieniu w gromadzie Borzytuchom. W latach 1975–1998 miejscowość administracyjnie należała do województwa słupskiego.
Zobacz też: Chodkowo